# Верхнемакарово
Верхнемака́рово — село в составе муниципального образования «город Екатеринбург» в Свердловской области, подчинено Чкаловскому району Екатеринбурга. Площадь села составляет 0,736 кв.км.

## Географическое положение
Село Верхнемакарово расположено на восточном склоне Срединного Уральского хребта Среднего Урала в труднодоступной горной, лесистой местности в дальней юго-западной части Екатеринбургской агломерации. Село располагается на лесистом северо-восточном берегу реки Чусовой, выше по течению Волчихинского водохранилища и в 3 км ниже Верхнемакаровского, к северо-западу от плотины, ниже устья реки Карасья. Село находится в 25 километрах к юго-западу от областного центра города Екатеринбурга (по шоссе 37 км); расстояние до бывшего центра сельсовета, ближайшего крупного населённого пункта Горный Щит — 18,5 км на юго-запад.
Расстояние до ближайшей железнодорожной Решёты в посёлке Решёты — 14 км, до станции Керамик в Екатеринбурге — 21 км. Ближайшие населённые пункты — посёлки Чусовая и Чусовское Озеро.

## История
Верхнемакарово — старинное уральское село, ровесник Екатеринбурга. Деревня возникло на этом месте в 1723 году, до неё здесь была деревня Ларина, сожжённая башкирами, славившихся в те времена особой жестокостью. Через Верхнемакарово проходили Старая Казанская дорога и почтовый тракт на город Кунгур и Уткинскую пристань. По распоряжению В. Н. Татищева здесь была построена Макаровская пристань, для местных заводских посёлков ставшая впоследствии второй по-значению после главной Уткинской. Здесь строились барки, на которых каждую весну сплавляли по Чусовой уральский металл. Материал для барок поставлялся с пильной фабрики, находящейся на реке Кунгурке.
Волчихинское и Верхнемакаровское водохранилища уже 300 лет привлекают привлекает рыбаков. В 1912 году в районе водохранилищ побывал фотограф С. М. Прокудин-Горский, который сфотографировал реку Чусовую и расположенный поблизости от деревни Верхнемакарово железный рудник.
Первоначально в советские годы село входило в состав Горнощитского сельсовета (Чкаловского района города Свердловска, затем Екатеринбурга).

## Верхне-Макаровский мраморный рудник
Верхне-Макаровское мраморное месторождение расположено в 16 км к юго-западу от Екатеринбурга. Оно было открыто в 1994 году мурзинской геологоразведочной партией АООТ «Уральская геосъемочная экспедиция». С 1995 до 2004 года группой производилась детальная разведка месторождения в целях определения запасов и возможности добычи мраморных блоков. На месторождении разрабатывался опытный карьер средней глубиной 7 м. В 2001 году на сысерсткий камнерезный завод ООО «Мраморгаз» с карьера отправили опытную партию блоков из 8 штук, из которых были изготовлены 8 полированных плит толщиной 10-30 мм. В геологическом плане Верхне-Макаровское месторождение представлено линзой мрамора верхнелудловского-нижнедевонского возраста размером около 180×80 м. Пласты мрамора мелко- и среднезернистые, массивные, белого, светло-серого и серого цвета, участками с кремовыми оттенками и полосами. Добываемый мрамор планировалось поставлять на камнеобрабатывающие заводы Свердловской области, а также на ООО «Мраморгаз» автомобильным транспортом. В 2004 году добыча мрамора была прекращена из-за малого количества мраморных блоков 2-й группы, пригодных для производства изделий и в связи с низким выходом облицовочных плит.

## Инфраструктура
В селе располагаются два коттеджных посёлка и два дачных посёлка. Тем не менее в Вернемакарово достаточно бедная социальная среда: из объектов инфраструктуры в селе Верхнемакарово работают только фельдшерский пункт и продуктовый магазин. Возле магазина есть памятник местным жителям, погибшим во Второй Мировой войне. Промышленных предприятий в селе нет. Оба рудника (медный и мраморный) закрыты, лесозаготовительного участка нет. Жители работают в Екатеринбурге и в соседних населённых пунктах, ведут сельское хозяйство и самостоятельно занимаются лесозаготовками.

## Транспорт
Село не имеет железнодорожного сообщения, добраться можно из Екатеринбурга и из Горного Щита только на городском автобусе маршрута № 91м либо на такси или же личным автотранспортом.

## Население
По переписи 2010 года в селе проживало 142 человека, в том числе 68 мужчин и 74 женщины. Преобладающая национальность (на 2002 год) — русские (93 %).
Долговременная динамика численности населения:
| 84 | 142 |